# Serranochromis meridianus
Serranochromis meridianus е вид лъчеперка от семейство Цихлиди (Cichlidae). Видът е застрашен от изчезване.

## Разпространение
Разпространен е в Мозамбик и Южна Африка (Лимпопо и Мпумаланга).